# Тимкин, Евгений Леонидович
Евгений Леонидович Тимкин (род. 3 сентября 1990, Мурманск) — российский хоккеист, нападающий.

## Биография
Тимкин начал карьеру в 2008 году в составе омского «Авангарда», выступая до этого за его фарм-клуб. В своём дебютном сезоне провёл 36 матчей и набрал 2 (0+2) очка. В следующем сезоне попеременно выступал за «Авангард» и за его команду Молодёжной хоккейной лиги — «Омских ястребов». В матчах первенств России за время выступлений за ДЮСШ «Авангард» сыграл 203 матча, забросил 87 шайб, сделал 92 передачи, набрал 216 минут штрафа. Лучший бомбардир «Авангарда»-91 2008 года.
2 сентября 2010 года подписал однолетний контракт с клубом североамериканской лиги ECHL «Флорида Эверблэйдз», в составе которого в сезоне 2010/11 он набрал 7 (0+7) очков в 35 матчах, а также завоевал право участвовать в матче «Всех звёзд» лиги. Тем не менее, конец сезона Тимкин провёл уже в Центральной хоккейной лиге в составе клуба «Миссисипи Ривер Кингз», после чего заключил двухлетнее соглашение с чеховским «Витязем».
Такое развитие событий вызвало возмущение со стороны «Авангарда», тем не менее 23 августа 2011 года Дисциплинарный комитет КХЛ присвоил Тимкину статус неограниченно свободного агента, также обязав «Витязь» выплатить омскому клубу компенсацию за игрока в размере 1 млн рублей. 9 октября в матче против рижского «Динамо» Тимкин принял участие в массовой драке, за что получил большой дисциплинарный штраф, а впоследствии был дисквалифицирован на два матча. 5 января 2012 года в игре с нижегородским «Торпедо» подрался с Владимиром Маленьких, за что был наказан дисциплинарным штрафом и вновь дисквалифицирован на один матч.
19 апреля 2016 года в 7-м матче финала Кубка Гагарина против ЦСКА Тимкин забил два гола (второй — в пустые ворота), а его команда победила со счётом 3:1 и выиграла Кубок Гагарина.

### В сборной
В составе сборной России Евгений Тимкин принимал участие в молодёжном чемпионате мира 2010 года, на котором он вместе с командой занял лишь 6 место, набрав 1 (0+1) очко в 6 проведённых матчах.
За взрослую сборную России выступал в Евротуре. В 2013 году играл за сборную России на Кубке Карьялы.

## Достижения
- Участник матча «Всех звёзд» ECHL 2011.
- Двукратный обладатель Кубка Гагарина 2014, 2016.
- Обладатель приза «Железный человек» 2018.

## Статистика
| Легенда | Легенда                    | Легенда | Легенда                   | Легенда | Легенда    |
| ------- | -------------------------- | ------- | ------------------------- | ------- | ---------- |
| И       | Количество проведённых игр | Штр     | Штрафное время            | +/−     | Плюс-минус |
| Г       | Голы                       | П       | Голевые передачи          | О       | Очки       |
| -       | Статистика неизвестна      | —       | Статистика не учитывалась |         |            |